# Penebui
Penebui – kobieta żyjąca podczas panowania I dynastii, prawdopodobnie była ona żoną faraona Dżera.